# Lloyd Banks
Christopher Charles Lloyd (n. 30 aprilie 1982), cunoscut mai mult după numele scenic Lloyd Banks, este un rapper american membru al formației G-Unit. Cu G-Unit a lansat două albume, Beg for Mercy în 2003 și T.O.S. (Terminate on Sight) în 2008. Primul album solo The Hunger for More l-a lansat în 2004, incluzând un hit single de top 10, "On Fire".

## Biografie
Lloyd Banks a fost crescut de către mama sa portoricană în Jamaica, Queens. Tatăl său a ratat mult din copilăria rapper-ului din cauza că și-a petrecut majoritatea timpului după gratii. Ca mulți alți tineri care au trăit în cartiere mizere, Lloyd a găsit scăparea în versuri de hip hop.  A renunțat la liceu la vârsta de 16 ani pentru că a considerat mediul bine structurat o piedică în calea dezvoltării sale ca artist. După ce a apărut pe compilații locale, Banks, împreună cu prietenii săi Tony Yayo și 50 Cent, au format o trupă numită G Unit. Ei au redefinit termenul de marketing de stradă prin intermediul unor albume lansate de ei care conțineau piese de calitate.

## Discografie
- Beg for Mercy (2003) (cu G-Unit)
- The Hunger for More (2004)
- Rotten Apple (2006)
- T·O·S (Terminate on Sight) (2008) (cu G-Unit)
- H.F.M. 2 (The Hunger for More 2) (2010)

## Filmografie
| Film                   | Rol            | An   | Note       |
| ---------------------- | -------------- | ---- | ---------- |
| Before I Self Destruct | School Teacher | 2009 | necreditat |
| Morning Glory          | El însuși      | 2010 |            |

| Jocuri video | Jocuri video               | Jocuri video | Jocuri video              |
| An           | Titlu                      | Rol          | Note                      |
| ------------ | -------------------------- | ------------ | ------------------------- |
| 2003         | 50 Cent: Bulletproof       | El însuși    | Rol de voce și asemănarea |
| 2009         | 50 Cent: Blood on the Sand | El însuși    | Rol de voce și asemănarea |